# Алпыспаев, Кенжебек
Кенжебек Алпыспаев (Алпысбаев) (каз. Кенжебек Алпысбаев; 5 января 1903 год, с. Оразак, Акмолинский уезд, Акмолинская область, Российская империя — 25 февраля 1990 год, с. Воздвиженка, Целиноградский район, Акмолинская область, Казахская ССР, СССР) — комбайнёр Семёновской МТС Акмолинской области, Казахская ССР. Герой Социалистического Труда (1957).

## Биография
Родился 5 января 1903 года в селе Оразак Акмолинского уезда Акмолинской области (ныне — Целиноградский район Акмолинской области Казахстана).
Трудовую деятельность начал в 1920 году. С 1929 по 1934 год — разнорабочий, тракторист колхоза «Красный флаг» Целиноградского района. С 1938 по 1959 год — механизатор Семёновской МТС. С 1958 по 1978 год — комбайнёр Семёновской МТС.
В 1956 году убирал урожай в колхозе имени Воздвиженского Целиноградского района. Указом Президиума Верховного Совета СССР от 11 января 1957 года за особо выдающиеся успехи, достигнутые в работе по освоению целинных и залежных земель, и получение высокого урожая удостоен звания Героя Социалистического Труда с вручением ордена Ленина и золотой медали «Серп и Молот».
В 1978 году вышел на пенсию.
Скончался 25 февраля 1990 года в селе Воздвиженка Целиноградского района.